# 22403 Manjitludher
22403 Manjitludher (1995 LK) là một tiểu hành tinh vành đai chính được phát hiện ngày 5 tháng 6 năm 1995 bởi D. J. Asher ở Siding Spring.